# Lambert Hillyer

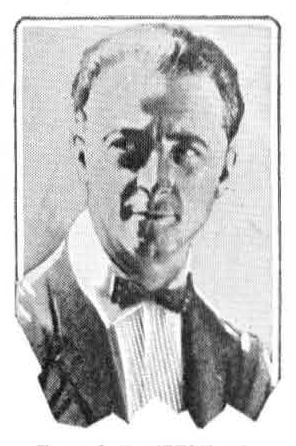
Lambert Hillyer

Lambert Hillyer (* 8. Juli 1893 in South Bend, Indiana; † 5. Juli 1969 in Woodland Hills, Kalifornien) war ein US-amerikanischer Filmregisseur und Drehbuchautor.

## Leben
Hillyer war ein überaus produktiver Veteran aus der Frühzeit des schnell gedrehten, US-amerikanischen Sensationsfilms und Westerns. Bevor er zum Kino stieß, arbeitete der Sohn der Schauspielerin Lydia Knott (1866–1955) in der ersten Hälfte der 1910er Jahre als Reporter, Autor von Kurzgeschichten und Provinzschauspieler. Seinen ersten Filmvertrag erhielt er inmitten des Ersten Weltkriegs von der Produktionsfirma Mutual Film. Seit 1917 ließ man ihn als Hilfsregisseur und Regisseur arbeiten, seit 1919 stets als alleinverantwortlichen Regisseur.
Hillyers Werke in gut drei Jahrzehnten Schaffenszeit waren vor allem flott gemachte, actionreiche und mit zahlreichen waghalsigen Stunts versehene Western, in denen noch zu Stummfilmzeiten Cowboy-Legenden wie William S. Hart – Star mehrerer Hillyer-Inszenierungen zwischen 1917 und 1922 – und Tom Mix die Massen in Atem hielten. Im Laufe der 1920er Jahre begann Lambert Hillyer auch für andere Filmgenres zu arbeiten, kam jedoch zu keiner Zeit über den Status eines B-Movie-Regisseurs hinaus.
Hillyer-Filme waren überwiegend billigst hergestellte Massenware für ein anspruchsarmes Publikum, wenngleich routiniert so doch auch spannend in Szene gesetzt. Hervorhebenswert sind sein Kriminalmelodram Der Zusammenbruch mit Lon Chaney senior und Mitte der 1930er Jahre die Horrorfilmklassiker Tödliche Strahlen und Draculas Tochter. Ein typisches Produkt aus der Serienproduktion Hillyers war der 15-teilige Cliffhanger Batman und Robin. Ende der 1940er Jahre zog sich Hillyer ins Privatleben zurück.

## Filmografie
- 1917: An Even Break (auch Drehbuch)
- 1917: The Narrow Trail (Co-Regie)
- 1918: Branding Broadway (Co-Regie)
- 1918: Riddle Gawne (Co-Regie)
- 1919: Breed of Men (Co-Regie)
- 1919: The Money Corral (Co-Regie)
- 1919: Der Siedlertreck (Wagon Tracks)
- 1919: An der Grenze zwischen Gut und Böse (The Toll Gate) (auch Co-Drehbuch)
- 1919: Sand (auch Drehbuch)
- 1919: John Petticoats
- 1920: The Cradle of Courage (auch Drehbuch)
- 1920: The Testing Block (auch Drehbuch)
- 1921: The Whistle
- 1921: White Oak
- 1921: Three Word Brand
- 1922: Der Kampf um die Goldmine (Caught Bluffing)
- 1922: Travelin’ On (auch Co-Drehbuch)
- 1922: Skin Deep
- 1922: The Super-Sex
- 1922: The Altar Stairs
- 1922: Scars of Jealousy (auch Drehbuch)
- 1923: Der Zusammenbruch (The Shock)
- 1923: Temporary Marriage (auch Drehbuch)
- 1923: Das goldene Land (The Spoilers)
- 1923: The Lone Star Ranger (auch Drehbuch)
- 1923: Die Augen des Urwaldes (Eyes of the Forest)
- 1924: Amerikanische Schwerverbrecher (Those Who Dance) (auch Co-Drehbuch)
- 1924: Barbara Frietchie (auch Co-Drehbuch)
- 1924: Idle Tongues
- 1924: I Want My Man
- 1925: Knockout (The Knockout)
- 1925: The Unguarded Hour
- 1926: Frauen und Pferde (Her Second Chance)
- 1926: Fräulein Landstreicher (Miss Nobody)
- 1927: The War Horse (auch Drehbuch)
- 1927: Der unfreiwillige Sheriff (Hills of Peril)
- 1927: Der Blitzreiter (Chain Lightning) (auch Drehbuch)
- 1928: The Branded Sombrero (auch Drehbuch)
- 1928: Fleetwing
- 1930: Beau Bandit
- 1931: One Man Law (auch Drehbuch)
- 1931: The Deadline (auch Drehbuch)
- 1932: South of the Rio Grande
- 1932: White Eagle
- 1932: Hello Trouble (auch Drehbuch, Produktion)
- 1932: The Forbidden Trail
- 1933: Mit dem Tod um die Wette (Straightaway) (nur Drehbuch)
- 1933: Unknown Valley
- 1933: Dangerous Crossroads
- 1933: The Sundown Rider
- 1933: Before Midnight
- 1934: The Man Trailer
- 1934: The Defense Rests
- 1934: Against the Law
- 1934: Men of the Night (auch Drehbuch)
- 1935: Men of the Hour
- 1935: Superspeed
- 1935: Guard That Girl (auch Drehbuch)
- 1936: Tödliche Strahlen (The Invisible Ray)
- 1936: Dangerous Waters
- 1936: Draculas Tochter (Dracula’s Daughter)
- 1937: Speed to Spare
- 1937: Girls Can Play
- 1938: Women in Prison
- 1938: My Old Kentucky Home
- 1938: Extortion
- 1939: The Girl From Rio
- 1940: The Durango Kid
- 1940: The Wildcat of Tucson
- 1941: The Return of Daniel Boone
- 1941: The Son of Davy Crockett
- 1941: King of Dodge City
- 1942: North of the Rockies
- 1942: Prairie Gunsmoke
- 1942: The Devil’s Trail
- 1942: Vengeance of the West
- 1943: Batman und Robin (Batman)
- 1943: The Texas Kid
- 1943: Law Men
- 1944: West of the Rio Grande
- 1944: Ghost Guns
- 1945: South of the Rio Grande
- 1945: Under Arizona Skies
- 1946: Trigger Fingers
- 1946: Valley of Fear
- 1947: Das Land ohne Gesetz (Land of the Lawless)
- 1947: Gun Talk
- 1947: Oklahoma Blues
- 1948: Frontier Agent
- 1948: Gun Runner
- 1948: Gun Law Justice
- 1949: Haunted Trails
- 1949: Riders of the Dusk
- 1949: Range Land
- 1949: Trail’s End